# Bořislav
Bořislav (deutsch Boreslau) ist eine tschechische Gemeinde im Okres Teplice. Der Ort liegt zwölf Kilometer südöstlich von Teplice an der Europastraße 55 zwischen Lovosice.

## Geschichte

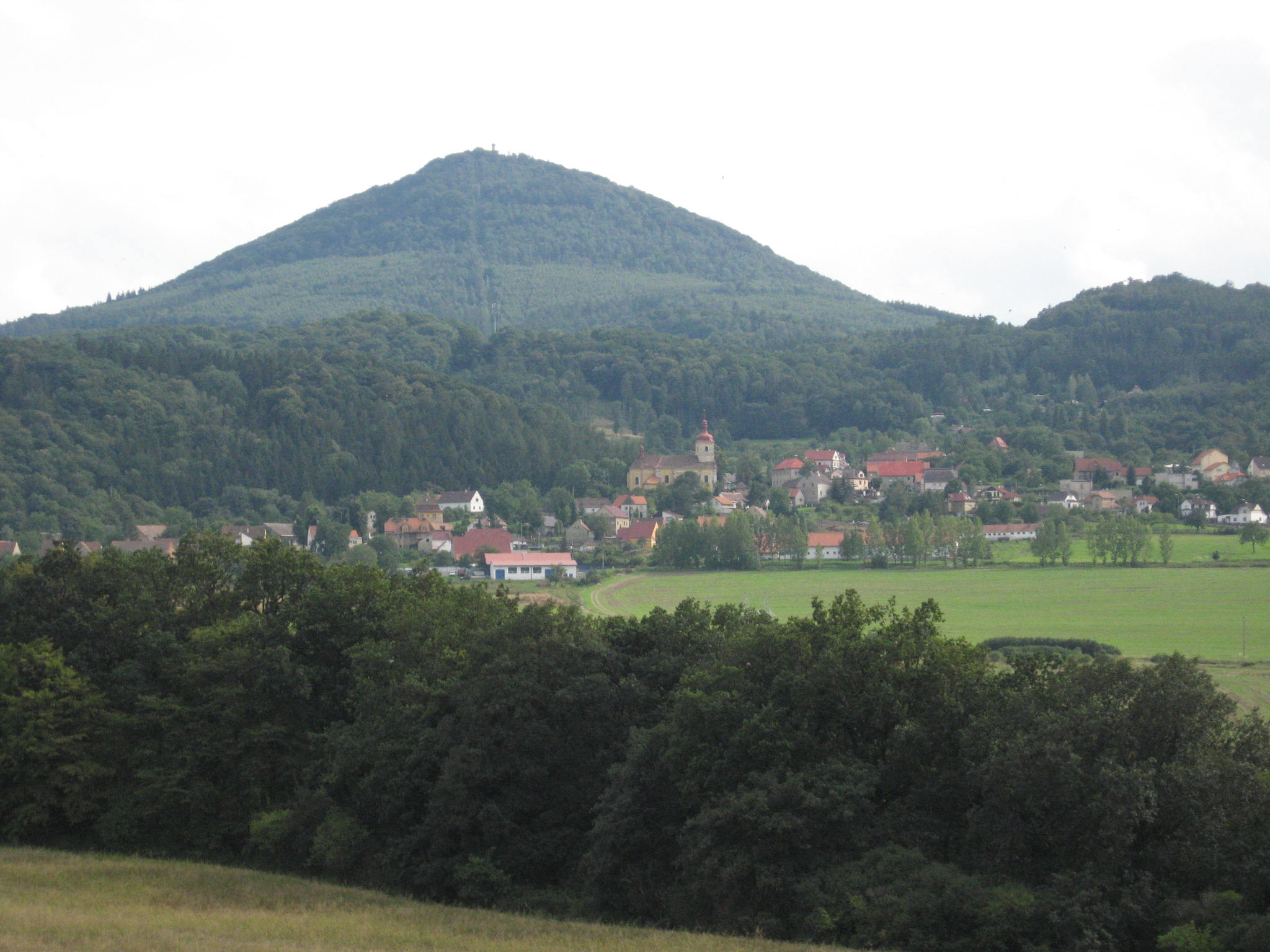
Bořislav mit Milleschauer

Die ersten schriftlichen Erwähnungen stammen von 1169. Das Dorf wird auf der Schenkungsurkunde des Vladislav II. genannt. Er schenkte Bořislav den Johannitern. Wahrscheinlich schon zu Beginn des 14. Jahrhunderts gehörte Bořislav unter die Herrschaft des Benediktinerinnenklosters in Teplice. Seit 1352 ist im Ort eine Pfarre nachweisbar. Nach den Hussitenkriegen gehörte die Herrschaft Teplice mit Bořislav zu Jakoubek z Vřesovic und im 16. Jahrhundert zu den Adelsfamilien Fictum und Waldstein. Seit 1621 gehörte das Dorf unter die Herrschaft der Teplitzer Grafen von Clary-Aldringen.
Im Dorf lag auf dem Teplitzer Weg ein Abschnitt der serbischen Straße. An dieser Kreuzung marschierten während der napoleonischen Kriege die russischen und österreichischen Armeen. In Folge dieser Durchzüge wurde das Dorf öfters zerstört und mit Krankheiten verseucht.

## Gemeindegliederung
Die Gemeinde Bořislav besteht aus den Ortsteilen und Katastralbezirken Bílka (Pilkau) und Bořislav (Boreslau).

## Wirtschaft
Das Dorf war immer landwirtschaftlich geprägt. Angebaut wurden meist Hopfen und Obst.

## Sehenswürdigkeiten
Im Dorf befindet sich die Kirche der Heiligen Katharina aus dem Jahr 1717, errichtet von Baumeister Christian Lagler, die zuletzt 1820 umgebaut wurde. 1903 kam eine evangelische Kirche hinzu, die nach dem Zweiten Weltkrieg in ein Wohnhaus umgebaut wurde.
Drei Kilometer südlich befindet sich der Milešovka (Milleschauer), der höchste Berg des Böhmischen Mittelgebirges.

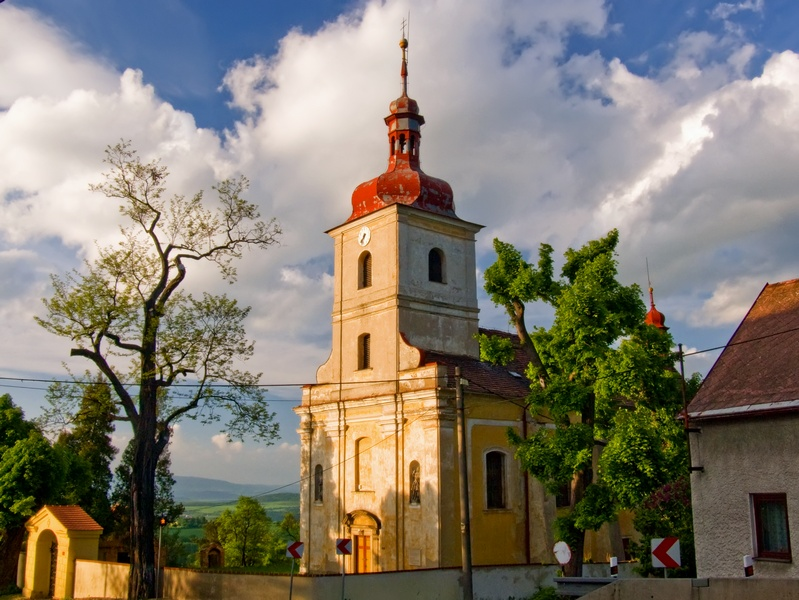
Die Kirche der Heiligen Katharina
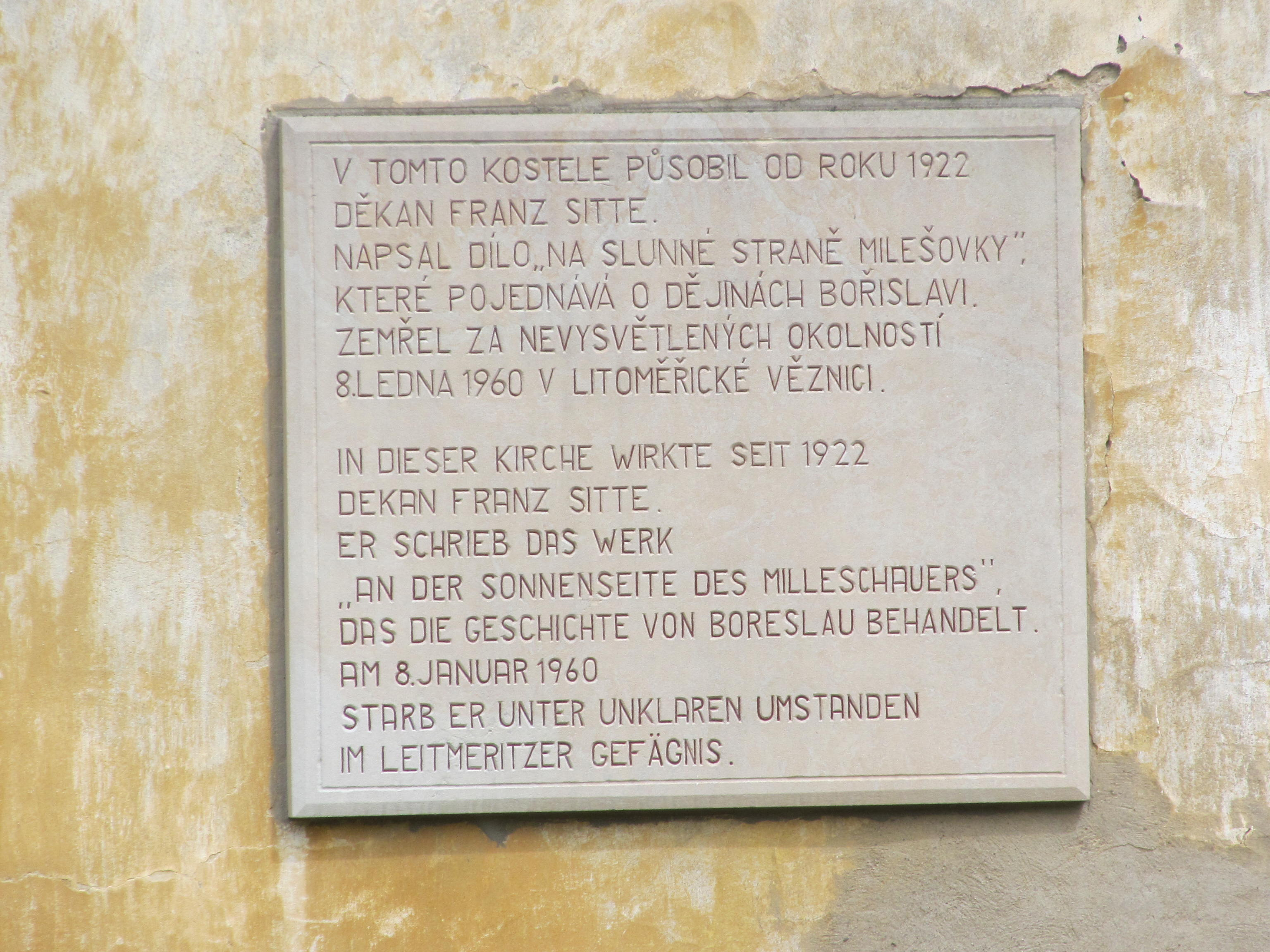
Gedenktafel von Franz Sitte an der Kirche
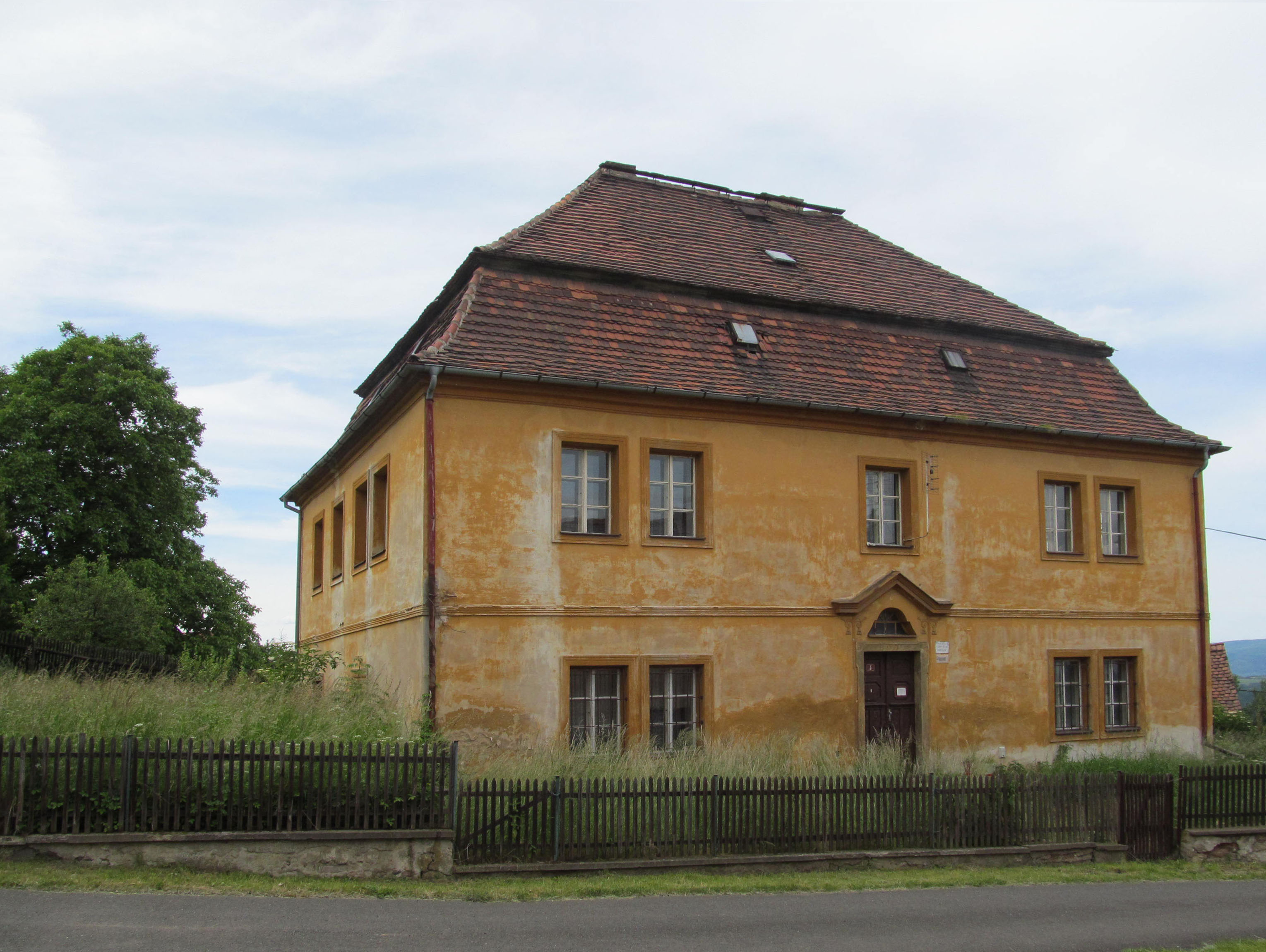
Die Pfarrei
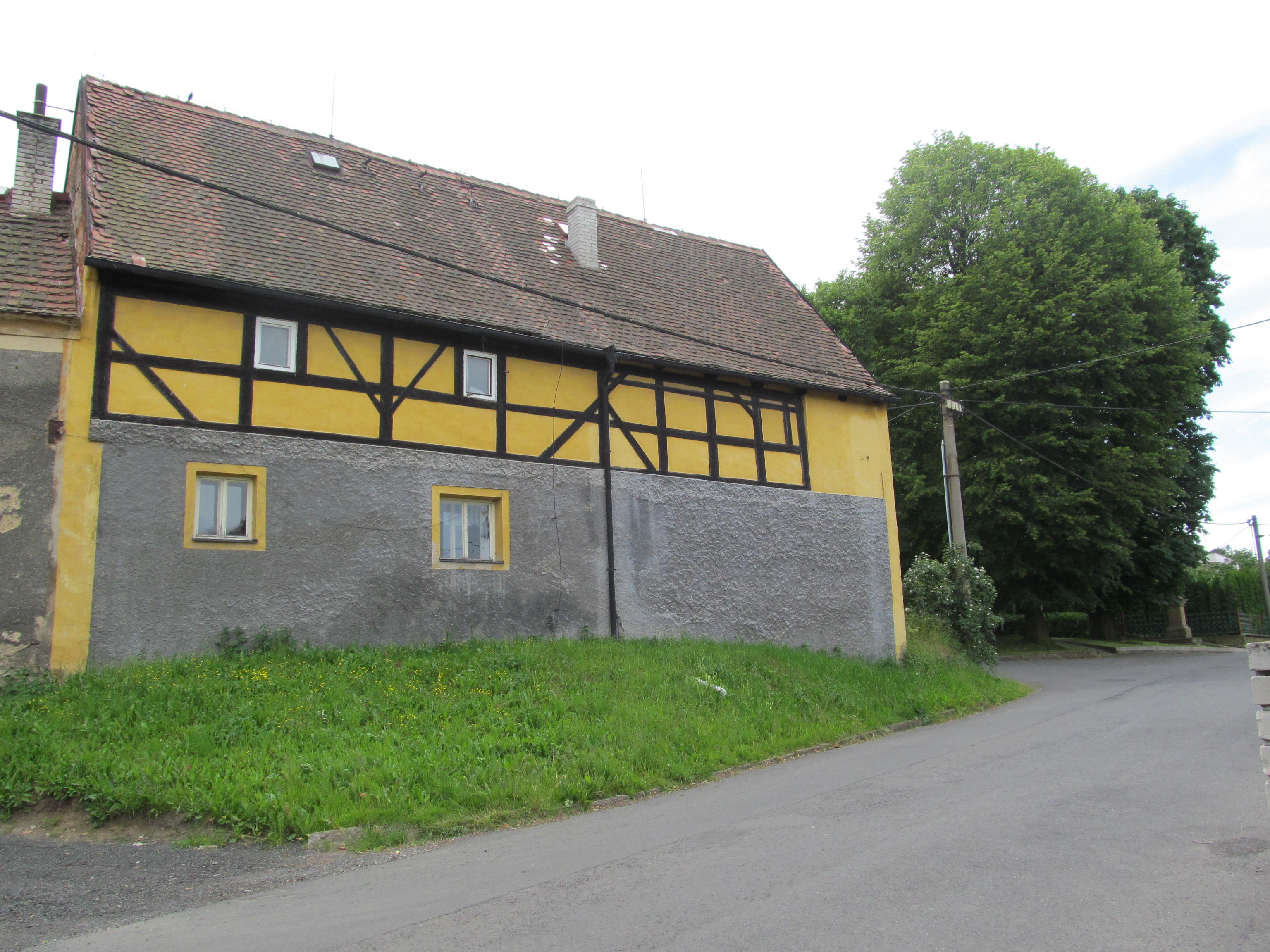
Das Haus Nr. 2

## Söhne und Töchter der Gemeinde
- Volker Watzka (1938–2025), deutscher Verwaltungsjurist und Landrat des Landkreises Emmendingen
- Franz Sitte (1896–1960), wirkte als Pfarrer in Bořislav in den Jahren 1922–1960. Er hat eine Broschüre über Geschichte der Pfarrgemeinde Boreslau geschrieben.[6] Unter ungeklärten Umständen starb er am 8. Januar 1960 im Leitmeritzer Gefängnis. Er war auf dem Weg zu seiner Schwester in Deutschland festgenommen worden. Die Polizei glaubte, dass die Handschrift An der Sonnenseite des Mileschauers Spionageinformationen enthielt.[7]